# اشک و لبخند (فیلم ۱۹۷۰)
اشک و لبخند (به هندی: Aansoo Aur Muskan) فیلمی محصول سال ۱۹۷۰ و به کارگردانی پی. ماداوان است. در این فیلم بازیگرانی همچون پادمینی، بیندو، کیشور کومار، هما مالینی، اوم پراکاش، پاریکشیت سهنی، شبنم ایفای نقش کرده‌اند.